# Onopordum caulescens
Onopordum caulescens là một loài thực vật có hoa trong họ Cúc. Loài này được d'Urv. mô tả khoa học đầu tiên năm 1822.